# Wiencesław Kuźmiczow
Wiencesław Kuźmiczow (ros. Венцеслав Кузьмичёв, ur. ?, zm. ?) – rosyjski żeglarz, olimpijczyk.
Na regatach rozegranych podczas Letnich Igrzysk Olimpijskich 1912 wystąpił w klasie 8 metrów zajmując 5 pozycję. Załogę jachtu Norman tworzyli również Jewgienij Kun, Jewgienij Łomacz, Wiktor Markow i Pawieł Pawłow.